# Henry Taube
Henry Taube, (Neudorf, Saskatchewan, 30 de noviembre de 1915 - Palo Alto, California, 16 de noviembre de 2005) fue un químico nacido canadiense y nacionalizado estadounidense. Su trabajo investigando los mecanismos de las reacciones de transferencias de electrones, especialmente entre metales, o transferencias de electrones en la esfera interior, fueron recompensados con el Premio Nobel de Química en 1983.

## Biografía
Henry Taube nació en Neudorf, Saskatchewan, Canadá, y asistió a clases en la escuela de educación secundaria Luther College, de Regina, Saskatchewan. Recibió el título de bachiller y la graduación de la Universidad de Saskatchewan en 1935 y 1937 respectivamente. En 1940 obtuvo el doctorado por la Universidad de Berkeley, California. Obtuvo la ciudadanía estadounidense. Desde 1961 dio clases de química en las universidades de Cornell y Chicago. Desde 1978 ejerció como director del departamento de química de la Universidad de Stanford en Palo Alto, California, cargo que abandonó en 1986, con 70 años.
Falleció en su casa de Palo Alto, California el 16 de noviembre de 2005, catorce días antes de celebrar su nonagésimo cumpleaños.
Fue galardonado en 1985 con la medalla Priestley, concedida por la American Chemical Society.

## Investigaciones científicas
Los estudios que le valieron el Premio Nobel trataban de las reacciones en las que algunas moléculas obtienen electrones de otras, conocidas como redox, una contracción de reducción y oxidación. Las reacciones redox se dan en la naturaleza en la fotosíntesis vegetal y en la respiración animal, y en procesos industriales como la combustión. Su trabajo trataba específicamente de los compuestos en los que un átomo de metal está rodeado de varios átomos de otras moléculas conocidas como ligandos. Fue uno de los primeros químicos en usar isótopos para determinar mecanismos de reacción y en probar los mecanismos de la química inorgánica. Expandió en gran medida la química conocida del ruthenio y el osmio.